# إمبراطور عموم روسيا
إمبراطور أو إمبراطورة عموم روسيا ((بالروسية: (صيغةما قبل 1918 ) Императоръ Всероссійскій, Императрица Всероссійская, (الصيغة الحديثة) Император Всероссийский, Императрица всероссийская)‏ ، Imperator Vserossiyskiy ، Imperatritsa Vserossiyskaya)هو الملك المطلق ثم بعد ذلك الملك الدستوري للامبراطورية الروسية.
تم إنشاء اللقب بالتزامن مع الانتصار في حرب الشمال العظمى وظهر كتكييف مع لقب القيصر (تسار) في ظل نظام لقب الملكية في أوروبا. جائت صيغة «عموم روسيا» من اللقب السابق «(قيصر) عموم روس».

## اللقب
ذكرت المادة 1 من القوانين الأساسية للإمبراطورية الروسية أن «إمبراطور عموم روسيا هو ملك استبدادي وغير مقيد. لإطاعة سلطته العليا، ليس فقط خوفًا ولكن أيضًا بدافع الضمير أيضًا، بأمر الله نفسه». يشير المقال إلى حقيقة أن روسيا لديها نظام ملكي غير مقيد.

كان اللقب الكامل للإمبراطور في القرن العشرين (المادة 37 من القوانين الأساسية):

## الاستبداد القيصري
يعتبر شخص القيصر نفسه، صاحب السيادة المطلقة، قلب نظام الاستبداد القيصري، فحقوق سلطة الدولة في مجملها تنتمي إلى القيصر، وكان يسند المستبد السلطة إلى الأشخاص والمؤسسات باسمه وبأوامره وضمن الحدود التي وضعها القانون لهم. كان الغرض من النظام هو إفادة روسيا بأكملها. كان هناك استعارة تشبّه القيصر بأب وكل رعايا الإمبراطورية بأبنائه؛ هذا الاستعارة حتى ظهر في التمهيدات الأرثوذكسية. هذا الاستعارة موجودة في التعبير الروسي المشترك "царь-батюшка"، حرفيًا «القيصر الأب العزيز».
بالإضافة إلى ذلك، على عكس الفصل النظري بين الكنيسة والدولة في ممالك أوروبا الغربية، قامت الإمبراطورية الروسية بدمج الملكية مع السلطة العليا في القضايا الدينية (انظر إصلاح الكنيسة لبطرس الأول القيصروبابوية لمزيد من التفاصيل)، وكميزة رئيسية أخرى تتعلق بالإرث، كان القيصر يمتلك نسبة أعلى بكثير من الدولة (الأراضي، الشركات، إلخ) من ملك الملوك الغربيين.
كان للاستبداد القيصري العديد من المؤيدين داخل روسيا. شمل دعاة ومنظري الاستبداد الروسي رئيسيا الكاتب فيودور دوستويفسكي،  ميخائيل كاتكوف ‏،  كونستانتين أكساكوف،  نيكولاي ميخائيلوفتش كرامزين،  كونستانتين بوبيدونوستسيف ‏  وبيوتر سيميونوف. لقد جادلوا جميعًا بأن روسيا القوية والمزدهرة تحتاج إلى قيصر قوي وأن فلسفات الجمهورية والديمقراطية الليبرالية لا تناسب روسيا.

## قائمة الأباطرة
| الاسم                                                     | العمر                              | بداية الحكم      | نهاية الحكم      | ملاحظات | العائلة          | الصورة |
| --------------------------------------------------------- | ---------------------------------- | ---------------- | ---------------- | --- | ---------------- | ------ |
| إيفان السادس - Иван VI                                    | 23 August 1740 – 16 July 1764      | 28 October 1740  | 6 December 1741  | Great-grandson of Ivan V Deposed as a baby , imprisoned and later murdered                                                               | Brunswick-Bevern |        |
| إليزابيث إمبراطورة روسيا - Елизаве́та                      | 29 December 1709 – 5 January 1762  | 6 December 1741  | 5 January 1762   | Daughter of Peter I and Catherine I, usurped the throne.                                                                                 | عائلة رومانوف    |        |
| بيتر الثالث - Пётр III Фëдорович                          | 21 February 1728 – 17 July 1762    | 9 January 1762   | 9 July 1762      | Grandson of Peter I Nephew of Elizabeth Murdered                                                                                         | عائلة رومانوف    |        |
| كاترين الثانية - Екатерина Алексеевна Catherine the Great | 2 May 1729 – 17 November 1796      | 9 July 1762      | 17 November 1796 | Wife of Peter III | أسرة أسكانيا     |        |
| بافل الأول - Па́вел I Петро́вич                             | 1 October 1754 – 23 March 1801     | 17 November 1796 | 23 March 1801    | Son of Peter III and Catherine II Assassinated                                                                                           | عائلة رومانوف    |        |
| ألكسندر الأول - Александр Павлович                        | 23 December 1777 – 1 December 1825 | 23 March 1801    | 1 December 1825  | Son of Paul I and ماريا فيودوروفنا First Romanov King of Poland and Grand Prince of Finland                                              | عائلة رومانوف    |        |
| قسطنطين بافلوفيتش - Константи́н Па́влович                   | 27 April 1779 – 27 June 1831       | 1 December 1825  | 26 December 1825 | Son of Paul I and ماريا فيودوروفنا Younger brother of Alexander I Uncrowned (abdicated the throne)                                       | عائلة رومانوف    |        |
| نيكولاي الأول - Николай I Павлович                        | 6 July 1796 – 2 March 1855         | 1 December 1825  | 2 March 1855     | Son of Paul I and ماريا فيودوروفنا Younger brother of Alexander I and Constantine Pavlovich                                              | عائلة رومانوف    |        |
| ألكسندر الثاني - Алекса́ндр II Никола́евич                  | 29 April 1818 – 13 March 1881      | 2 March 1855     | 13 March 1881    | Son of Nicholas I and ألكسندرا فيودوروفنا Nephew of Alexander I Assassinated                                                             | عائلة رومانوف    |        |
| ألكسندر الثالث - Алекса́ндр III                            | 10 March 1845 – 1 November 1894    | 13 March 1881    | 1 November 1894  | Son of Alexander II and ماريا ألكسندروفنا                                                                                                | عائلة رومانوف    |        |
| نيقولا الثاني إمبراطور روسيا - Николай II                 | 18 May 1868 – 17 July 1918         | 1 November 1894  | 15 March 1917    | Son of Alexander III and ماريا فيودوروفنا (داغمار من الدنمارك) Abdicated the throne during the ثورة فبراير إعدام عائلة رومانوف by بلشفية | عائلة رومانوف    |        |

 تنازل نيكولاس الثاني لصالح شقيقه، الدوق الأكبر مايكل ألكساندروفيتش، لكن في اليوم التالي بعد فترة حكم اسمية مدتها 18 ساعة فقط، رفض «الإمبراطور مايكل الثاني» السلطة، منهيًا حكم الأسرة في روسيا إلى الأبد.

## التاريخ

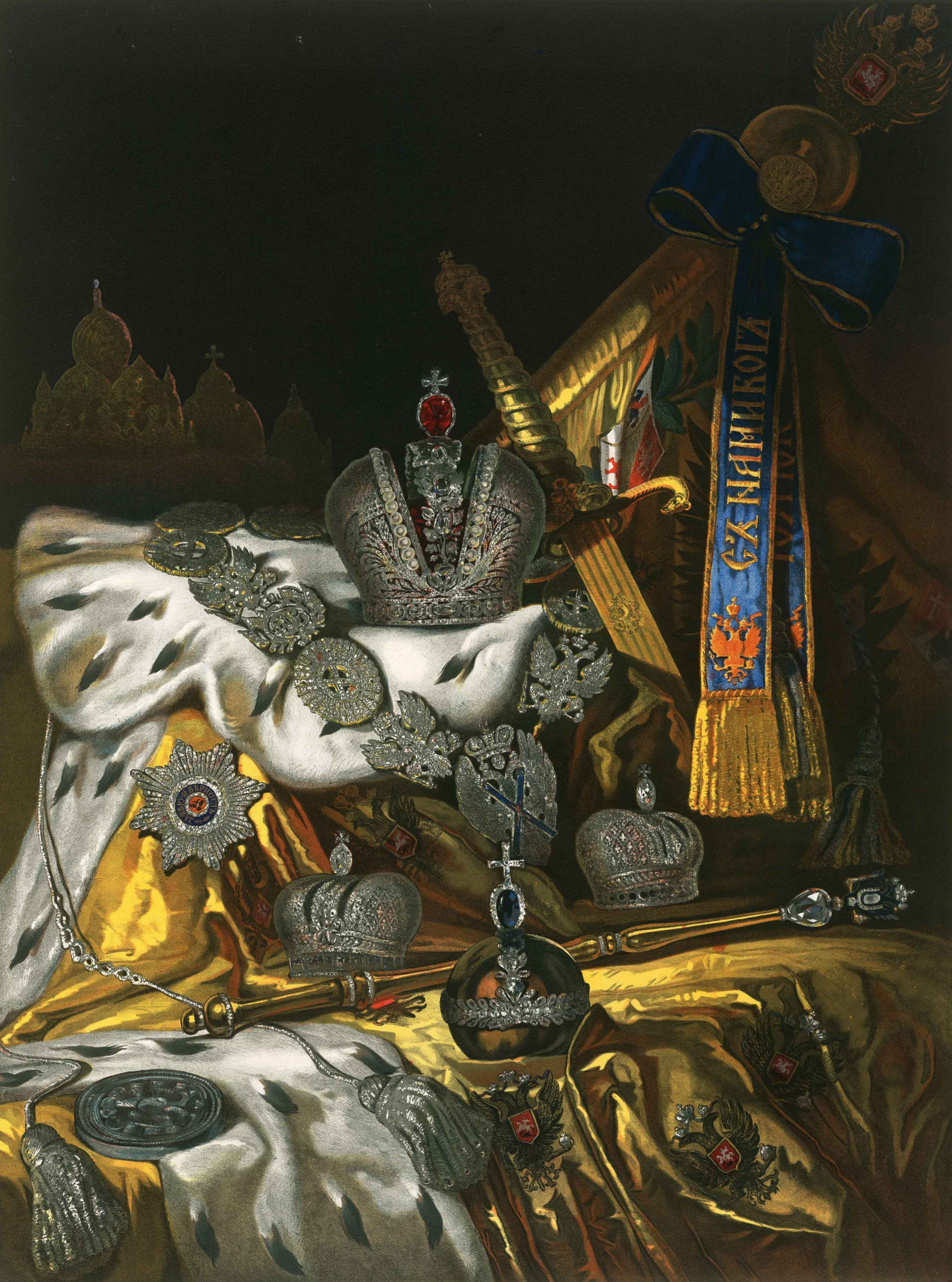
ريجاليا الإمبراطور

تم تقديم لقب إمبراطور عموم روسيا إلى بطرس الأكبر، وبعد الانتصار في الحرب الشمالية العظمى والتوقيع على معاهدة نيستاد، قرر مجلس الشيوخ والمجمع المقدس في سبتمبر 1721 منح بطرس لقب إمبراطور عموم روسيا بالبيان التالي: «على غرار مجلس الشيوخ الروماني من أجل القضية النبيلة للاباطرة، تمنح مثل هذه الألقاب علنًا كهدية لهم وتنقش على التماثيل من أجل الأجيال القادمة للأبد».
في الثاني من نوفمبر عام 1721 قبل بطرس الأول اللقب، اعترفت جمهورية هولندا ومملكة بروسيا على الفور باللقب الجديد للقيصر الروسي، تلتها مملكة السويد في 1723 والإمبراطورية العثمانية في 1739 والإمبراطورية البريطانية والإمبراطورية النمساوية في 1742، والإمبراطورية الفرنسية والإمبراطورية الإسبانية في 1745 وأخيرا الكومنولث البولندي اللتواني في عام 1764، ومنذ ذلك الحين يشار إلى الدولة الروسية باسم الإمبراطورية الروسية.
في 16 فبراير 1722، أصدر بطرس الأول مرسوم الخلافة الذي ألغى بموجبه العادة القديمة المتمثلة في نقل العرش إلى المنحدرين المباشرين في خط الذكور، لكنه سمح بتعيين وريث من خلال أي شخص لائق، بناءً على إرادة الملك.

## حفل التتويج
يتضمن التتويج في الإمبراطورية الروسية احتفال ديني متطور للغاية يتوج الإمبراطور به مع إعطاء الشعارات الملكية، ثم يتم مسحه بالكريم ومباركته من الكنيسة رسميًا لبدء حكمه. على الرغم من أن حكام موسكوفي قد توجوا قبل عهد إيفان الثالث، إلا أن طقوسهم في التتويج اتسمت بالصبغة البيزنطية العلنية نتيجة لتأثير زوجة إيفان صوفيا باليولوج ‏ وطموحات حفيده إيفان الرابع. استبدل التتويج الحديث، الذي يقدم عناصر «على النمط الأوروبي» حفل التتويج السابق واستخدم لأول مرة مع كاثرين الأولى في عام 1724. منذ أن ادعت روسيا القيصرية أنها «روما الثالثة» واستبدال بيزنطة كدولة مسيحية حقيقية،  تم تصميم الطقوس الروسية لربط حكامها وامتيازاتها بما يسمى «روما الثانية» (القسطنطينية).
في حين أن أشهر أو حتى سنوات يمكن أن تمر بين تسلم السلطة الأولي وأداء هذه الطقوس، فإن سياسة الكنيسة تنص على أن الملك يجب أن يُمسح ويتوج حسب الطقوس الأرثوذكسية للحصول على ولاية ناجحة. نظرًا لأن الكنيسة والدولة كانت شيء واحد في روسيا الإمبراطورية، فقد أعطت هذه المراسم القياصرة الشرعية السياسية؛ ومع ذلك لم يكن هذا هو القصد الوحيد، فكان ينظر إليها على أنها تمنح فائدة روحية حقيقية ذات سيادة باطنية متماسكة للمواطنين، وتمنح السلطة الإلهية للحاكم الجديد. على هذا النحو، كان ذلك مشابهًا في الغرض لمراسم تتويج أوروبية أخرى من عصر القرون الوسطى.
حتى عندما كانت العاصمة الإمبراطورية تقع في سانت بطرسبرغ (1713-1728، 1732-1917)، كان التتويج الروسي دائمًا في موسكو في كاتدرائية دورميتيون في الكرملين. أقيمت آخر مراسم للتتويج في روسيا في 26 مايو 1896 لنيكولاس الثاني وزوجته ألكسندرا فيودوروفنا، اللذين ستكونان آخر قياصرة روسيا. نجت الشعارات الملكية الإمبراطورية الروسية من الثورة الروسية اللاحقة والفترة الشيوعية، وهي معروضة حاليًا في متحف في مخزن الكرملين.

## وصلات خارجية
- مقتطفات من كتيب رجل دولة لروسيا. من قبل مكتب لجنة الوزراء، سانت بطرسبرغ. 1896.